# Meroscelisus zikani
Meroscelisus zikani là một loài bọ cánh cứng trong họ Cerambycidae.